# Mszalnica
Mszalnica – wieś w Polsce, położona w województwie małopolskim, w powiecie nowosądeckim, w gminie Kamionka Wielka.
| przysiółki | Chochle, Jelenie, Kachniarze, Pod Dąbkiem, Radeckówka, Salamonówka, Zagóra |
| części wsi | Borkowskie, Doliny, Dział, Garby, Góry, Krętówki, Kruczki Wyżne, Lipie, Łąki, Mrozy, Olszyny, Oracze, Pagorek, Pockaj, Stapianki, Styrek, Śmigajka Niżna, Śmigajka Wyżna, Wójciczka, Zagórze, Zalas, Ząbry |

W latach 1954–1959 wieś należała i była siedzibą władz gromady Mszalnica, po jej zniesieniu w gromadzie Kamionka Wielka. W latach 1975–1998 miejscowość administracyjnie należała do województwa nowosądeckiego.
Wieś powstała w 1364 roku. W Mszalnicy działają dwa zespoły folklorystyczne: „Mszalniczanie” i „Mali Mszalniczanie”. Ponadto istnieje OSP. Mszalnica należy do parafii Mystków.
Na terenie wsi położone jest wzgórze Święty Krzyż.
Ochotnicza Straż Pożarna
Mszalnica posiada założoną w 1941 roku Ochotniczą Straż Pożarną, włączoną od 1997 roku do Krajowego systemu ratowniczo-gaśniczego, posiada na wyposażeniu trzy samochody bojowe: GBA Mercedes-Benz, Renault Trafic Bus oraz Renault Master SLRtBM.